# 狐 (バレエ)
『狐』（きつね、仏:  Renard ）は、イーゴリ・ストラヴィンスキーの音楽による1幕のバレエ作品。「歌と踊りのためのバーレスク」の副題がある。バレエ・リュスにより初演された。ロシア語タイトルは「狐・雄鶏・猫・牡羊の物語」(Байка про лису, петуха, кота да барана)。

## 成立の過程
『結婚』を作曲していた1915年初頭に、スイスのシャトー・デにおいて、ロシアの民謡詩に基づく作品としてスケッチが始められた。その後、1916年にエドモン・ド・ポリニャック公爵夫人から、自宅で上演するための小さな劇音楽を委嘱されたストラヴィンスキーは、『狐』の存在を公爵夫人に紹介した。公爵夫人がこの作品に興味を持ったため、ストラヴィンスキーは2場までできあがっていた『結婚』の制作を後回しにして本格的に『狐』に着手し、1916年秋に完成させた。10月には歌詞がラミュによってロシア語からフランス語に翻訳された。1917年に出版された。
フランス語への翻訳は特殊なもので、詩句ごとに異なる音節数を合わせる必要があるだけでなく、母音の問題やロシア語の単語の強勢の問題など、フランス語とは大きく異なる言語上の問題に次々に遭遇した。あまりにも大変な作業だったためにラミュは翻訳料の300フランを500フランに上げてくれるようにポリニャック公爵夫人に頼んだほどだった。
この頃、ストラヴィンスキーは、ジュネーヴのレストランにおいて、ハンガリー人の楽団が使用していた民族楽器ツィンバロンに惹かれ、知り合いを通じてツィンバロンを購入して演奏方法を習得した。ストラヴィンスキーは、この楽器を『狐』および『11楽器のためのラグタイム』（1918年）に使用した。『結婚』にも使用するつもりだったが、最終的に断念した。ストラヴィンスキーはツィンバロムをロシアの民間芸人であるスコモローフがかつて使っていたグースリを思わせるものとして使用した。

## 初演までの経過
完成した『狐』は、第一次世界大戦後にポリニャック公爵夫人邸で上演されるはずであったが、ついに上演の機会に恵まれなかった。一方、1913年に着手しつつも完成が大幅に遅れていたバレエ・リュスのための作品『結婚』は1921年にようやくオーケストレーションが固まり、1922年4月にはブロニスラヴァ・ニジンスカが振付を開始した。しかし、5月の公演に振付が間に合わないと判断したストラヴィンスキーはバレエ・リュスの主宰者セルゲイ・ディアギレフに対し、ダンサーが4名で済む『狐』に演目を変更することを提案した。これを受けてディアギレフはポリニャック公爵夫人から『狐』の上演権を譲り受けた。
ディアギレフは美術担当にセルゲイ・スデイキンを選んだが、交渉が成立せず、ミハイル・ラリオーノフが担当した。
ニジンスカは3週間で振付を仕上げ、1922年5月18日、オペラ座におけるバレエ・リュスのパリ公演でエルネスト・アンセルメの指揮により初演された。ストラヴィンスキーはこの時の演奏を絶賛したが、聴衆や批評家には理解されなかった。
バレエ・リュスでは、1929年にセルジュ・リファールによる新しい振付で上演されたが、成功作とはならず、バレエ・リュスにおけるリファールの唯一の振付作品となった。

## 演奏時間
約16分

## 楽器編成

### 室内管弦楽
フルート1（ピッコロ持ち替え）、オーボエ1（コーラングレ持ち替え）、クラリネット1、バスーン1、ホルン2、トランペット1、ツィンバロンまたはピアノ、ティンパニ、打楽器奏者一人（シンバル、大太鼓、タンブリン2（ジングル付き&なしの2種類）、ヴァイオリン2、ヴィオラ1、チェロ1、コントラバス1、

### 声楽
テノールソロ2、バスソロ2

## バレエの概要
登場人物は、動物（狐、鶏、猫、山羊）に扮した4人のダンサーのみ。アファナーシェフのロシア民話に基づき、ストラヴィンスキー自身によって書かれたストーリーは、狐が鶏を2度にわたってだまして捕らえるが、2回とも猫と山羊によって助けられる、という単純で滑稽なものである。
ダンサーの台詞は、オーケストラピットに入った4人の歌手（テノール2、バス2）によって歌われる。登場人物である4匹の動物が4人の歌手それぞれに関連しているわけではなく、両者は独立している。